# 任侠沈没
『任侠沈没』（にんきょうちんぼつ）は、山口正人の漫画作品。

## 概要
別冊漫画ゴラクNo.549から572まで連載（552号は休載）。単行本はニチブンコミックスより全3巻が刊行されたが絶版。現在は電子書籍で配信されている。
ポストアポカリプスと極道を掛け合わせた娯楽劇画である。マフィア梶田は「トンデモ娯楽劇画」と呼称している。
大地震によって荒廃し、無法地帯と化した日本を舞台に、妻子を殺されたヤクザの幹部・大紋寺龍伍の復讐の旅を描いた作品。任侠道を貫かんとする男を主人公に据え、ヤクザ漫画の基本は踏襲しつつも、その枠を超えた破壊的なスケールとエンターテインメント性を持つ。主な舞台は伊豆半島沿岸部から国内にとどまらず、荒唐無稽な作品世界が展開する。
2011年にOV（オリジナルビデオ）作品として映像化された。
2015年に発売されたコンビニコミックでは描き下ろしでエピローグエピソードが収録されている。

## あらすじ
ヤクザの若頭・大紋寺龍伍は、多額の損失を出した組長の実子を、ケジメをつけるため斬った。自宅に帰った龍伍が見たものは、妻と娘の惨殺死体と、そのそばにおちていた組長のライターだった。妻と娘は組長からの報復のため殺されたと理解した龍伍は、部下たちの前で親(組長)殺しを宣言。その直後、日本列島が未曾有の大地震に襲われる。龍伍は、生き残ったわずかな部下とともに、組長を殺るための旅を開始する。自衛隊との戦闘、ミカン畑での農作業などを経て、龍伍たちは東京に到着。そこでは想像を絶する事態が起きていた。

## 登場人物

### 主人公とその一行
大紋寺龍伍（だいもんじ りゅうご）
主人公。中央部播堂会粟侍連合系・赤竜流(せきりゅう)組・若頭。白いスーツと黒いシャツに身を包んだ、凛々しくも迫力ある顔立ちのヤクザ。組長を殺るため、富士山付近から東京まで旅を続ける。極限状況下の被災地において、なおも任侠道を邁進する漢(おとこ)。血液型はB型。
頻用するセリフ
「邪魔する奴はぶった斬る！」
敵味方問わず使用され、敵の場合は名刀・村主(すぐり)で斬る。人のみならず火山弾まで切断したことがある。
なお単行本1巻の帯には「隕石だろうとぶった斬る！」というアオリが記載されていた。
「知ったことかぁ！」
上記と同様、斬るときの掛け声。普通の会話中でも使用される。
「任侠道の風上にもおけねぇ！」
卑怯者に対して使用される罵倒句。相手がヤクザでなくても、日本人でなくてもよい。
清川四郎太（きよかわ しろうた）
赤竜流組若頭補佐。清水太郎の弟。黒髪長髪で丸サングラスをかけたインテリ風のクールな男。龍伍に適宜助言を与える。カポエラの達人。アイススケートと英会話もたしなむ。
佐藤 米七（さとう よねひち）
通称ヨネ。龍伍を兄貴と呼ぶ赤竜流組舎弟頭。博打の腕に覚えがある。左腕が義手で、その義手にはビルを2つ3つ破壊できるほどの爆薬が仕込まれているという。
風野又三郎（かぜの またさぶろう）
第6話から登場。赤竜流組構成員。龍伍の下で働いていた鉄砲玉。すでに末期ガンで死期を悟っている上に、龍伍への恨みから、顔つきと言動が狂気を帯びている。攻撃手段は噛みつき。血液型はA型。
清水 太郎（しみず たろう）
赤竜流組筆頭。清水四郎太の兄。

### 道中の協力者
小谷鐵太郎（こたに てつたろう）
中央部播堂会塩麦連合系蟷螂組若頭。恋人岬で追い剥ぎをしていた、坊主頭で体格のいい男。龍伍とは渡世上の兄弟に当たる。
大日向あきら（おおひなた あきら）
小谷が保護している幼稚園児。所属は桃組。
瀬能（せのう）
松崎町で出会った、蝦老(エビラ)組組長。龍伍と同じく、任侠を貫く極道。

### 敵
粟侍 我竜（あわじ がりゅう）
赤竜流組組長。龍伍の渡世上の親。龍伍の妻子を殺害した犯人と目される。
わらしべお蝶（わらしべ おちょう）
本名不詳。かつて龍伍と愛し合っていた女。現在は組長の愛人。
芋橋源左衛門（いもはし げんざえもん）
赤竜流組最高幹部。中学生のとき科学部だった知識を活かし、さまざまな策を弄する。
安出 徹（あんで とおる）
人呼んで「アンデッド」。フランケンシュタインの怪物を思わせる大男で、痛覚がない殺人鬼。
渋谷 亀吉（しぶや かめきち）
日本公共放送(ＭHＫ)新宿地区スタッフ。
梅本 薫（うめもと かおる）
暴走族・西伊豆鎖僧(チェーンソー)四代目総長。

## 単行本
- 山口正人：原作『任侠沈没』 日本文芸社〈ニチブン・コミックス〉、全3巻
  1. 2007年7月10日発行 ISBN
  2. 2007年9月10日発行 ISBN
  3. 2007年11月10日発行 ISBN
- 山口正人：原作『任侠沈没スペシャル』 日本文芸社（Gコミックス）、全1巻
- 2015年3月7日発行 ISBN 978-4-537-16148-9
  - ニチブンコミックス全3巻分と新規書下ろしを掲載

## OV（オリジナルビデオ）
予告編の公開は2011年2月で、セルのリリースは東日本大震災の翌月（2011年4月）であった。

### キャスト
- 中央部播堂会粟侍連合系 赤竜流組若頭 大紋寺龍伍 - 田口トモロヲ
- 中央部播堂会粟侍連合系 赤竜流組組長 粟侍我竜 - 大槻修治
- 金橋良樹
- 佐藤米七(一匹狼のイカサマ師) - 江原シュウ
- 熊本浩武
- 粟侍正義 - 山下徹大(粟侍我竜の実子)
- 関東部播堂会粟侍連合系 紅組組長 芋橋源左衛門 - 森里一大
- 藤沼剛
- ビッグ村上
- 横山一敏
- 辻本一樹
- 赤竜流組組員 - 木村木
- 高杉心悟
- わらしべ一家親分 女壺振り師 わらしべお蝶 - 宮内知美
- 下條アトム

### スタッフ
- 監督・脚本 - 増本庄一郎
- 製作 - 及川次雄
- 原作 - 山口正人「任侠沈没」日本文芸社刊
- 企画 - 青鹿敏明、伊藤秀裕
- プロデューサー - 鷲頭政充
- 撮影 - 中尾浩嗣
- 照明 - 合田崇
- 録音 - 西岡正巳
- 美術 - 京極友良
- 音楽 - Mass C.Rivers Project
- 編集 - 目見田健
- 音響効果 - 丹雄二
- 助監督 - 佃謙介
- 制作担当 - 稲葉裕紀
- アクション監督 - 鈴村正樹
- 劇画 - 日下雄一朗
- 題字 - 権田文夫
- ポストプロダクションプロデューサー - 金子尚樹
- 協力プロデューサー - 旭正嗣
- 監督助手 - 白石真弓、杉岡知哉
- 衣裳スタイリスト：水野美樹子
- ヘアメイク：水野みゆき
- 持ち道具：多田和江
- アクションコーディネーター：河本直弘、福嶌徹
- 脚本協力：藤森俊介
- スチール：コイケタカ
- 制作進行：渡邊大樹、伊波あゆみ
- アシスタントプロデューサー：山崎美春
- 制作協力：エクセレントフィルムズ
- 製作：コンセプトフィルム